# Bacău (län)
Bacău är ett län (județ) i nordöstra Rumänien med 743 750 invånare (2018). Det har 3 municipii, 5 städer och 80 kommuner.

## Municipii
- Bacău
- Onești
- Moinești

## Städer
- Comănești
- Buhuși
- Dărmănești
- Târgu Ocna
- Slănic Moldova

## Kommuner
| - Agăș - Ardeoani - Asău - Balcani - Berești-Bistrița - Berești-Tazlău - Berzunți - Bârsănești - Blăgești - Bogdănești - Brusturoasa - Buhoci - Cașin - Căiuți | - Cleja - Colonești - Corbasca - Coțofănești - Dămienești - Dealu Morii - Dofteana - Faraoani - Filipeni - Filipești - Găiceana - Ghimeș-Făget - Gârleni - Glăvănești | - Gura Văii - Helegiu - Hemeiuș - Huruiești - Horgești - Izvoru Berheciului - Letea Veche - Lipova - Livezi - Luizi-Călugăra - Măgirești - Măgura - Mănăstirea Cașin - Mărgineni | - Motoșeni - Negri - Nicolae Bălcescu - Oituz - Oncești - Orbeni - Palanca - Parava - Pâncești - Parincea - Pârgărești - Pârjol - Plopana - Podu Turcului | - Poduri - Racova - Răcăciuni - Răchitoasa - Roșiori - Sascut - Sănduleni - Săucești - Scorțeni - Secuieni - Solonț - Stănișești - Strugari - Ștefan cel Mare | - Tamași - Tătărăști - Târgu Trotuș - Traian - Ungureni - Urechești - Valea Seacă - Vultureni - Zemeș |